# 博物館の一覧
博物館の一覧（はくぶつかんのいちらん）は、主要な博物館（美術系の博物館を含む）の一覧である。「美術館」、「絵本美術館」については、それぞれの項を参照のこと。

## アメリカ合衆国
- アメリカ合衆国ホロコースト記念博物館
- アメリカ国立鉄道博物館
- アメリカ自然史博物館
- アメリカ陸軍兵器博物館
- アメリカン・スポーツ美術館兼資料館
- アレクサンダー&ボールドウィン砂糖博物館
- イプシランティ自動車歴史博物館
- インディアナポリス子供博物館
- イントレピッド海上航空宇宙博物館
- ウィリアム・ヘンリー砦
- エクスプロラトリアム
- オー・ヘンリーハウス
- カーネギー自然史博物館
- 核実験博物館
- カリフォルニア科学アカデミー
- カントリー・ミュージック殿堂博物館
- カーネギー博物館
- 北マリアナ諸島歴史文化博物館
- クーパー・ヒューイット国立デザイン博物館
- グレイハウンド・バス博物館
- 芸術産業館
- ケープカナベラル空軍基地第5発射施設
- 国際写真センター
- 国際スパイ博物館
- 国立アメリカ・インディアン博物館
- 国立アメリカ歴史博物館
- 国立海軍航空博物館
- 国立航空宇宙博物館
- 国立自然史博物館
- 国立ハンセン病博物館
- コロラド鉄道博物館
- コンピュータ歴史博物館
- サウス・ストリート・シーポート
- サン・スタジオ
- サンディエゴ航空宇宙博物館
- CNNセンター
- 自動車殿堂
- ジョージ・フレーベル船長邸博物館
- セム博物館
- 全米日系人博物館
- 創造博物館
- ダイクマンハウス
- ニュージアム
- ニューヨーク市警察博物館
- ニューヨーク交通博物館
- ニール・アームストロング航空宇宙博物館
- ノースカロライナ音楽の殿堂
- ハーシュホーン博物館と彫刻の庭
- バーニス・P・ビショップ博物館
- ヒッツヴィルUSA
- ピーボディ・エセックス博物館
- フィールド自然史博物館
- フェデラル・ホール
- フランシス・タバーン
- ペンシルベニア大学考古学人類学博物館
- ヘンリーフォード博物館
- ボストン科学博物館
- ボストン・チルドレンズ・ミュージアム
- ボルチモア・アンド・オハイオ鉄道博物館
- マダム・タッソー館
- メイン・ナローゲージ鉄道博物館
- モリカミ博物館
- ロックの殿堂
- ローズ博物館
- ルイ・アームストロングの家
- ワシントン郡博物館

## アフガニスタン
- アフガニスタン国立博物館（英語版）

## アルゼンチン
- 世界の果て博物館

## イギリス
- アシュモレアン博物館
- イギリス国立鉄道博物館
- ヴィクトリア&アルバート博物館
- ウォルター・ロスチャイルド動物学博物館
- グラスゴー交通博物館
- グレート・カッスル・ハウス
- サイエンス・ミュージアム
- サウスジョージア博物館
- 大英博物館 - ロンドン
- 代替技術センター
- ダックスフォード帝国戦争博物館
- ダービー産業博物館
- ダービー博物館・美術館
- チャーチル博物館
- ピックフォードハウス博物館
- ブリストル市立博物館・美術館
- フロイト博物館
- ボービントン戦車博物館
- ポロック玩具博物館
- マダム・タッソー館
- モンマス博物館
- ロンドン自然史博物館
- V&A子供博物館

## イスラエル
- イスラエル博物館
- ディアスポラ博物館
- ヤド・ヴァシェム
- ラトルン戦車博物館

## イタリア
- ヴィーニャ・ディ・ヴァッレ空軍歴史博物館
- ヴィラ・ジュリア国立博物館
- エジプト博物館
- ガリレオ博物館
- 国立映画博物館
- サン・ジミニャーノ1300
- ミラノ市立自然史博物館
- ピッティ宮殿
- ボルツァーノ県立考古学博物館
- ローマ国立博物館（テルメ博物館）
- 国立オリエント博物館

## イラク
- イラク国立博物館

## インド
- 国立博物館
- ネタージ・バワン

## ウクライナ
- ウクライナ建築民俗博物館
- ウクライナ国立チェルノブイリ博物館

## ウズベキスタン
- アミール・ティムール博物館
- ウズベキスタン国立歴史博物館
- ウルグ・ベク天文台

## エジプト
- エジプト考古学博物館

## オーストラリア
- 移住博物館
- ミュージアム・ビクトリア

## オーストリア
- ウィーン自然史博物館
- ウィーン軍事史博物館
- ジークムント・フロイト博物館

## ギリシャ
- アクロポリス博物館
- アテネ国立考古学博物館

## スイス
- オリンピック・ミュージアム
- シネマテーク・スイス
- スイス・ゲーム博物館
- スイス交通博物館
- トイワールド・ミュージアム

## スウェーデン
- 自然歴史博物館
- スウェーデン国立歴史博物館
- スウェーデン陸軍博物館

## スペイン
- 王立造船所
- おもちゃとロボットの博物館
- 芸術科学都市
- ア・コルーニャ人間科学館

## スロベニア
- スロベニア民俗博物館
- スロベニア国立現代史博物館

## 台湾
- 国立故宮博物院
- 国立台湾博物館
- 郭元益お菓子博物館
- 奇美博物館
- 郵政博物館 (台北市)

## チェコ
- スメタナ・ミュージアム（プラハ）

## 中華人民共和国
- 故宮博物院

## デンマーク
- デンマーク国立博物館
- デンマーク鉄道博物館

## ドイツ
- 映画前史博物館
- 旧博物館
- シュパイアー技術博物館
- 新博物館
- チェックポイント・チャーリー博物館
- ドイツ技術博物館
- ドイツ内陸水路博物館
- ドイツ博物館
- ニュルンベルク交通博物館
- ネアンデルタール博物館
- ノイエ・ピナコテーク
- ブランドホルスト博物館
- フンボルト博物館
- ペルガモン博物館
- ボーデ博物館
- ミュンヘン市博物館
- ムゼウムスインゼル
- ラーボエ海軍記念碑
- ベルリン・ユダヤ博物館

## ニュージーランド
- カンタベリー博物館
- ニュージーランド国立博物館テ・パパ・トンガレワ
- 輸送技術博物館

## ノルウェー
- ヴァイキング船博物館

## ブラジル
- サンパウロ近代美術館
- サンパウロ州立美術館 (Pinacoteca do Estado de São Paulo)
- サンパウロ美術館
- ニテロイ現代美術館
- パウリスタ博物館 (Museu do Ipiranga)

## フランス
- アドリアン・デュブーシェ国立博物館
- アブサン博物館
- アル＝ケ＝スナンの王立製塩所
- アルラタン博物館
- カルナヴァレ博物館
- 壁紙博物館
- 贋造博物館
- ギメ東洋美術館
- 国立移民史博物館
- 国立自然史博物館
- サラン＝レ＝バンの大製塩所
- シテ科学産業博物館
- シテ・デュ・トラン
- シネマテーク・フランセーズ
- ショア記念館
- 人類博物館
- チバウ文化センター
- パリ工芸博物館
- ポンピドゥー・センター
- ルーアン海洋博物館
- ル・ブルジェ航空宇宙博物館
- ユダヤ芸術歴史博物館

## ベトナム
- 戦争証跡博物館
- ホー・チ・ミン博物館

## モンゴル
- ウランバートル自然史博物館
- ジューコフ博物館
- 政治粛清祈念博物館
- チョイジンラマ寺院博物館
- ボグドハーン宮殿博物館

## ロシア
- アノーヒン博物館
- 宇宙飛行士記念博物館
- クビンカ戦車博物館
- ノヴォシビルスク州立郷土博物館
- フェルスマン鉱物博物館

## 関連記事
- 博物館
- 企業博物館
- 野外博物館
- 文書館
- 美術館